# Hypodoxa paroptila
Hypodoxa paroptila là một loài bướm đêm trong họ Geometridae.